# Сборная Монако по футболу
Сборная Монако по футболу официально не признана  ФИФА. Команда представляет княжество Монако.  Не является членом УЕФА и не участвует в организованных ей турнирах, состоит в NF-Board, организующей матчи непризнанных футбольных сборных. Сборная приняла участие в VIVA World Cup 2006 в Окситании. В этом соревновании команда Монако заняла второе место, проиграв 21-1 Лапландии в финале.
Тем не менее, в Монако базируется успешный футбольный клуб «Монако», большей частью укомплектованный не монегасками. Клуб выступает во французской «Лиге 1». Сборная Монако играет на стадионе «Луи II», где в 1998—2012 также проводился Суперкубок Европы.